# Jajtelesové
Jajtelesové, či v německé podobě Jeitteles(ové) nebo Jeiteles(ové) bylo příjmení několika členů pražské židovské rodiny učenců, především lékařů a literátů, doložených od počátku 17. století. Zakladatelem hlavní větve rodu byl lékárník Mišl Löw Jaiteles († 1763). Někteří členové rodiny později konvertovali ke křesťanství.

## Významní členové rodiny
- Jonáš Mišl Jajteles (1735–1806), městský lékař v Praze, od roku 1777 předseda pražského lékařského grémia
- Baruch Jajteles (1762–1813), český lékař, rabín a spisovatel, člen hnutí Haskala
- Juda Löb Jeitteles (1773–1838), rakouský orientalista, sestavil aramejskou gramatiku, představitel vídeňské židovské obce
- Izák Jajteles (1779–1852), významný pražský lékař
- Ignác Jajteles (1783–1843), česko-rakouský filosofický a estetický spisovatel
- Alois Isidor Jajteles (1794–1858), česko-rakouský lékař, spisovatel a redaktor
- Ondřej Ludvík Jajteles (1799–1878), lékař, spisovatel (Ludwig Jeitteles) a rakouský politik
- Izák Jajteles (1814–1857), rakouský novinář a spisovatel
- Zikmund Kristián Jajteles (zemř. 6. března 1861), známý též jako Sigmund Christian Geitler, pražský obchodník, filantrop, roku 1854 povýšen do šlechtického stavu jako Edler von Armingen.
- Ludwig Heinrich Jeitteles (1830–1883), rakouský přírodovědec-zoolog, syn Ondřeje Ludvíka
- Adalbert Jajteles (1831–1908), germanista
- Ottilie Jeitteles (1832–1921), později Ottilie Bondyová, rakouská bojovnice za práva žen
- Richard Jeitteles (1839–1909), železniční odborník, člen Panské sněmovny Říšské rady Rakouska-Uherska
- Wilhelm Junk (vl. jménem Jeitteles, 1866–1942), starožitník a nakladatel

### Přestoupivší ke křesťanství
Někteří členové rodiny, kteří přestoupili ke křesťanství:
- Áron (s. 1) a Baruchův syn Samuel Jeitteles (později jako Sigmund Geitler, od roku 1854 jako „Geitler Edler von Armingen“, † 1861), průmyslník a filantrop
- jeho vnuk Josef (1870–1923) fyzik v oboru elektromagnetického vlnění,
- Berthold Jeitteles (1875–1958), znalec Talmudu a sběratel
- nakladatel a starožitník Wilhelm Junk (1866–1942)